# Burwell (Nebraska)
Burwell je grad u američkoj saveznoj državi Nebraska. Prema popisu stanovništva iz 2010. u njemu je živjelo 1,210 stanovnika.